# Camilo Castiblanco
Jorge Camilo Castiblanco Cubides (Zipaquirá, 24 november 1988) is een Colombiaans wielrenner die anno 2018 rijdt voor Team Illuminate

## Overwinningen
2011
1e etappe Ronde van Chiapas
Puntenklassement Ronde van Chiapas
2013
3e etappe Ronde van Rio de Janeiro
2014
1e etappe Ronde van Colombia (ploegentijdrit)

## Resultaten in voornaamste wedstrijden
| Jaar | Ronde van Lombardije |
| ---- | -------------------- |
| 2015 | opgave               |

## Ploegen
- 2010 –  SP Tableware
- 2012 –  EPM-UNE
- 2013 –  EPM-UNE
- 2015 –  Colombia
- 2016 –  GW Shimano (tot 31-5)
- 2018 –  Team Illuminate

Ávila · Cano · Castiblanco · Díaz · Duarte · Duque · Martínez · Molano · Pantoja · Paredes · Pedraza · Quintero · B.Ramírez · C.Ramírez · Rubiano · Sarmiento · Torres · Valencia · Barón (stagiair)
Barón · Brown · Castiblanco · Cazzaro · Evans · King · Laas · McCutcheon · Neagos · Pellaud · Piper